# Lloyd Knibb
Pour les articles homonymes, voir Knibb.
Lloyd Knibb (8 mars 1931 – 12 mai 2011) (et non Knibbs, comme il est souvent écrit) était un batteur de jazz jamaïcain, créateur du ska et membre fondateur des The Skatalites.
Son groove et les patterns qu'il inventa dans les années 1960 sont repris par tous les batteurs de ska et préfigurent la batterie reggae (one drop) ; une de ses particularité était de régler sa caisse claire comme une Timbales afin d'obtenir un son particulier. Cette particularité sera reprise par Carlton Barrett et tous les batteurs de reggae en général.
Il meurt le 12 mai 2011 à 80 ans des suites d'un cancer du foie en laissant un héritage culturel inestimable de par son immense influence sur la musique en général.